# سوسن كيركوود
سوسن كيركوود (باللاتينية: Iris kirkwoodiae) هو أحد أنواع السوسن من الفصيلة السوسنية.

## الموئل والانتشار
ينتشر في بلاد الشام وتركيا.